# گربه‌ماهیان آزارنده
گربه‌ماهیان آزارنده (نام علمی: Erethistidae) نام یک تیره از راسته گربه‌ماهی‌سانان است.